# هدرانج مبيض
هدرانج مبيض (الاسم العلمي:Hydrangea candida) هو نوع من النباتات يتبع جنس الهدرانج من الفصيلة الهدرانجية.